# Powiat Hallein
Powiat Hallein (niem. Bezirk Hallein, nazywany również Tennengau) – powiat w Austrii, w kraju związkowym Salzburg. Siedziba powiatu znajduje się w mieście Hallein.

## Geografia
Powiat całkowicie leży w Północnych Alpach Wapiennych, zachodnia część w Alpach Berchtesgadeńskich, część południowa znajduje się w górach Tennengebirge i Dachsteinie, północna i środkowa część leży w Salzkammergut.
Powiat Hallein graniczy z następującymi powiatami: na wschodzie Gmunden (Górna Austria), na północy Salzburg-Umgebung i na południu St. Johann im Pongau. Na zachodzie przebiega granica z Niemcami.

## Historia
Od XIII wieku do 1803 tereny były pod władaniem arcybiskupstwa Salzburga. Następnie na krótko całe biskupstwo włączono w granice Bawarii by w 1816 powróciło do Austrii. Wraz z powstaniem kraju związkowego Salzburg w 1848, powstał powiat Flachgau (Salzburg-Umgebung) w którego skład wchodziły obszary Tennengau. W 1896 z powiatu Flachgau został wydzielony obecny powiat Hallein.

## Podział administracyjny
Powiat podzielony jest na 13 gmin, w tym jedną gminą miejską (Stadt), cztery gminy targowe (Marktgemeinde) oraz osiem gmin wiejskich (Gemeinde).
| Miasta 1. Hallein (21 523) Gminy targowe 1. Abtenau (6003) 2. Golling an der Salzach (4397) 3. Kuchl (7475) 4. Oberalm (4381) | Gminy 1. Adnet (3680) 2. Annaberg-Lungötz (2209) 3. Bad Vigaun (2149) 4. Krispl (873) 5. Puch bei Hallein (4965) 6. Rußbach am Paß Gschütt (783) 7. St. Koloman (1801) 8. Scheffau am Tennengebirge (1421) |
| (stan liczby mieszkańców 1 stycznia 2023)                                                                                     | |